# Нафтален
Нафтален је полициклични арен молекулске формуле . Он је бела кристална материја са карактеристичним мирисом који се може детектовати при концентрацијама од 0.08 ppm по маси. Његова ароматични угљоводонична структура се састоји од кондензованих прстена бензена. Нафтален се користи као средство против мољаца. Нафтален се добијаја из нафте.